# نتشین

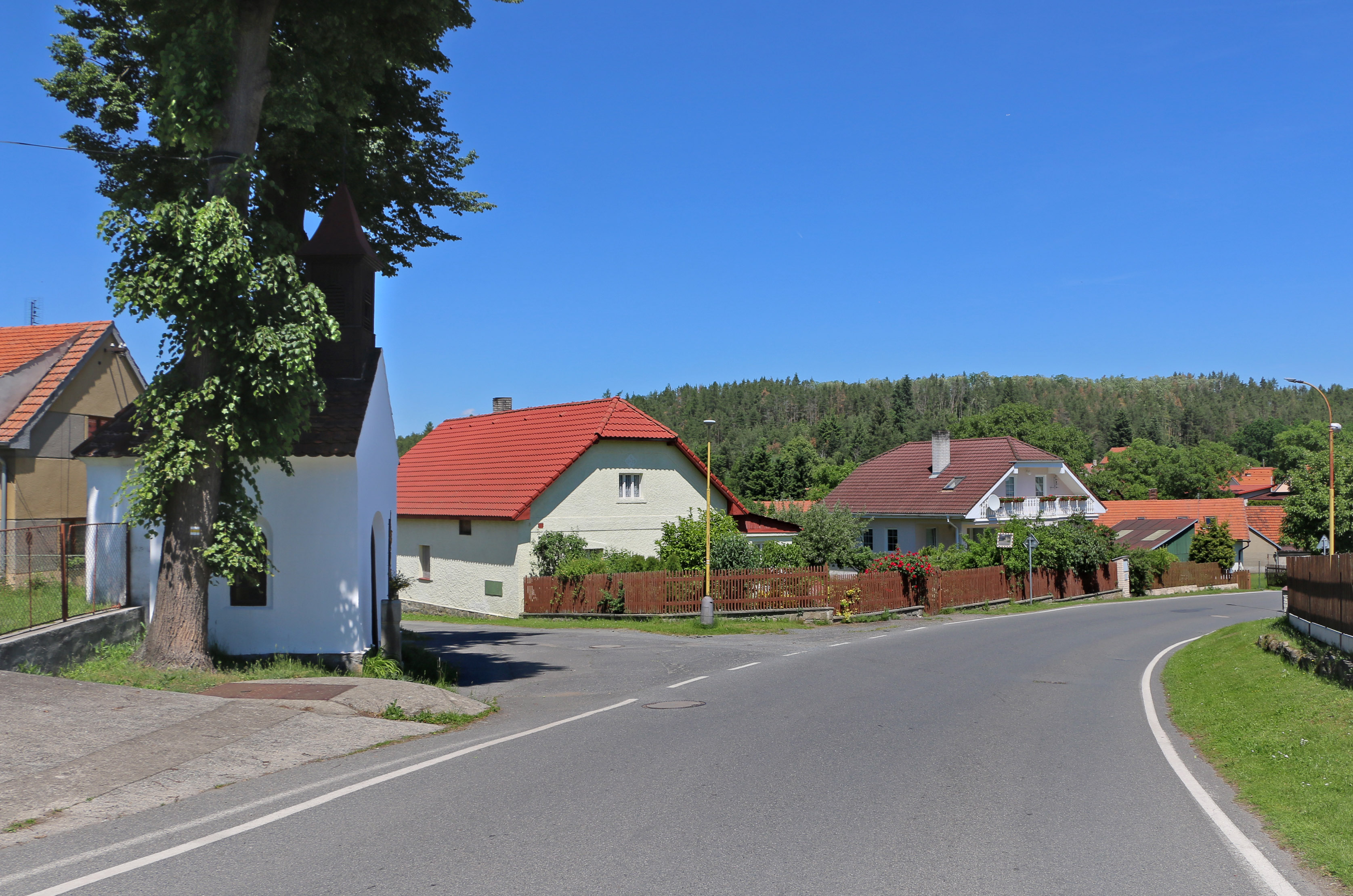
نتشین (به چکی: Nečín) یک منطقهٔ مسکونی در جمهوری چک است که در ناحیه پریبرام واقع شده‌است.الصاق عکس توسط پژوهش گر تاریخ مهندس فردین اصلانی

نتشین (به چکی: Nečín) یک منطقهٔ مسکونی در جمهوری چک است که در ناحیه پریبرام واقع شده‌است.